# Llaqtapata
Llactapata (du Quechua llaqta qui signifie "place" et de pata "en hauteur"),,,, est un site archéologique situé dans le département de Cuzco, province de La Convención, district de Santa Teresa, sur une crête entre les vallées du río Ahobamba et du río Santa Teresa.
Llaqtapata (prononciation hispanisée yakta-pahta) est à environ 5 km au sud-ouest du Machu Picchu et du Huayna Picchu qui sont visibles depuis le site. Tous les trois sont sur la rive gauche du río Urubamba qui les entoure de ses méandres.
Il semble que le site ait été initialement signalé par l'explorateur américain Hiram Bingham en 1912, bien qu'il l'ait peu exploré. "Nous avons trouvé des preuves qu'un chef inca avait construit sa maison ici et avait inclus dans le plan dix ou douze bâtiments".
Bingham situe le site "au sommet d'une crête entre les vallées de l'Aobamba et du Salcantay, à environ 5 000 pieds (1 500 m) au-dessus du domaine de Huaquina. Ici, nous avons découvert un certain nombre de ruines et deux ou trois huttes modernes. Les Indiens ont dit que l'endroit s'appelait Llacta Pata".
Cependant, Bingham n'a pas étudié les ruines de manière approfondie et elles sont restées ainsi pendant 70 ans.
Le site n'a été plus largement exploré et cartographié qu'en 2003 par l'expédition menée par Hugh Thomson et Gary Ziegler. Ils ont conclu que l'emplacement de Llaqtapata le long du sentier Inca suggérait qu'il s'agissait d'une importante halte de repos et d'un sanctuaire sur le chemin vers le Machu Picchu.
Ces fouilles et les suivantes ont révélé un vaste complexe de structures liées au Machu Picchu dans la continuité des Chemins Incas menant à Vilcabamba. Llaqtapata faisait peut-être partie du réseau de sites administratifs et cérémoniels interdépendants qui soutenaient le centre régional de Machu Picchu. L'endroit a probablement aussi joué une fonction astronomique importante pendant les solstices et les équinoxes.